# Episodi di The 100 (seconda stagione)
La seconda stagione della serie televisiva The 100, composta da sedici episodi, è stata trasmessa in prima visione negli Stati Uniti d'America sul canale The CW dal 22 ottobre 2014 all'11 marzo 2015.
In Italia, la serie è stata trasmessa dal 3 ottobre al 21 novembre 2015 sul canale Premium Action. Il primo episodio fu reso disponibile online, dalla settimana precedente, sulla piattaforma Premium Play. In chiaro viene trasmessa su Italia 1 a partire dal 26 febbraio 2016.
La stagione è stata pubblicata su Netflix il 1º luglio 2016.
L’antagonista principale della stagione è il Popolo della Montagna capitanato da Cage Wallace e dalla Dott.ssa Tsing.
| n° | Titolo Originale              | Titolo Italiano                      | Prima TV USA     | Prima TV Italia  |
| -- | ----------------------------- | ------------------------------------ | ---------------- | ---------------- |
| 1  | The 48                        | I 48                                 | 22 ottobre 2014  | 3 ottobre 2015   |
| 2  | Inclement Weather             | Una scoperta agghiacciante           | 29 ottobre 2014  | 3 ottobre 2015   |
| 3  | Reapercussions                | Oltre la paura                       | 5 novembre 2014  | 10 ottobre 2015  |
| 4  | Many Happy Returns            | Verso la città di Luce               | 12 novembre 2014 | 10 ottobre 2015  |
| 5  | Human Trials                  | Scienza pericolosa                   | 19 novembre 2014 | 17 ottobre 2015  |
| 6  | Fog of War                    | Una scelta per la vita               | 3 dicembre 2014  | 17 ottobre 2015  |
| 7  | Long Into An Abyss            | A lungo in un abisso                 | 10 dicembre 2014 | 24 ottobre 2015  |
| 8  | Spacewalker                   | Il viaggiatore spaziale              | 17 dicembre 2014 | 24 ottobre 2015  |
| 9  | Remember Me                   | Ricordati di me                      | 21 gennaio 2015  | 31 ottobre 2015  |
| 10 | Survival of the Fittest       | La selezione della razza             | 28 gennaio 2015  | 31 ottobre 2015  |
| 11 | Coup de Grâce                 | Cambio al vertice                    | 4 febbraio 2015  | 7 novembre 2015  |
| 12 | Rubicon                       | Il Rubicone                          | 11 febbraio 2015 | 7 novembre 2015  |
| 13 | Resurrection                  | Resurrezione                         | 18 febbraio 2015 | 14 novembre 2015 |
| 14 | Bodyguard of Lies             | Una barriera di bugie                | 25 febbraio 2015 | 14 novembre 2015 |
| 15 | Blood Must Have Blood, Part 1 | Sangue chiama sangue - Prima parte   | 4 marzo 2015     | 21 novembre 2015 |
| 16 | Blood Must Have Blood, Part 2 | Sangue chiama sangue - Seconda parte | 11 marzo 2015    | 21 novembre 2015 |

## I 48
- Titolo originale: The 48
- Scritto da: Jason Rothenberg
- Regia di: Dean White

### Trama
Clarke si sveglia all'interno di una stanza e, sentendosi in trappola, tenta la fuga rompendo il vetro dell'oblò e tenendo in ostaggio una ragazza delle pulizie di nome Maya. Scopre così di essere rinchiusa all'interno di un enorme bunker sotterraneo che si estende su più livelli all'interno di Mount Weather, popolato da un'intera popolazione di esseri umani. Viene fermata e condotta in un'area medica dove viene curata e qui le fa visita Dante Wallace, il capo di questa comunità. Dante si presenta come un amico, tranquillizzandola sulla salute dei suoi altri 47 compagni che si trovano all'interno del bunker al sicuro, conducendola da loro. Dante spiega che il suo popolo è costretto a vivere all'interno del bunker dato che non sono in grado di resistere alle radiazioni presenti all'esterno, cosa che i Terrestri possono fare essendo dotati di geni più forti. Anche i sopravvissuti dell'Arca possono sopravvivere dato che hanno assimilato radiazioni solari per generazioni. Clarke si riunisce ai sopravvissuti dei 100, tra cui ci sono Monty e Jasper. I ragazzi si sentono come a casa e felici di essere finalmente al sicuro, ma Clarke non si fida e tenta la fuga. Jasper e Maya la fermano appena in tempo, dicendole che se fuggisse senza il consenso, aprendo una delle porte del bunker, potrebbe uccidere tutti gli abitanti di Mount Weather per via di una fuoriuscita delle radiazioni. Clarke dunque accetta riluttante di rimanere, non sentendosi al sicuro, ma fingendosi convinta. Bellamy, dopo l'esplosione dei razzi, assieme a Sterling e Monroe, insegue Tristan che ha catturato Finn. Solo l'intervento di Kane permette agli ex criminali dell'Arca di sconfiggere il comandante dei Terrestri. Kane è a capo di un gruppo composto da ex-guardie dell'Arca e Abby, e chiede ai giovani di portarli al loro campo. Lì vi trovano Raven in fin di vita e Murphy, che viene subito alle mani con Bellamy. Kane, ora Cancelliere e leader dei sopravvissuti dell'Arca, arresta i due giovani e riaccompagna tutti al nuovo campo, soprannominato "Campo Jaha". Qui Kane promette ad Abby che farà il possibile per ritrovare sua figlia e gli altri 100, pensando che siano stati catturati dai Terrestri. Nel frattempo Lincoln, resosi conto che la freccia che ha ferito Octavia è avvelenata, la porta al suo vecchio villaggio in cerca di un antidoto, consapevole che ciò potrebbe causare la sua morte in quanto verrebbe visto come un traditore. Alla fine dell'episodio al Cancelliere Jaha, solo sull'unica sezione dell'Arca ancora nello spazio e ancora vivo nonostante sappia che la sua fine è prossima, mentre cerca di mettersi in contatto con Kane e gli altri pare di udire il lamento di un neonato. 
- Guest star: Raymond J. Barry (Presidente Dante Wallace), Richard Harmon (John Murphy), Joseph Gatt (Tristan), Eve Harlow (Maya)
- Musiche: Dotan Home, Frederic Chopin Prelude In E Minor, Op 28, No. 4 Largo, Wolfgang Amadeus Mozart Sonata In F Major - K. 494: Rondo: Allegretto, Raign Empire Of Our Own
- Ascolti USA: 1.54 milioni[3]

## Una scoperta agghiacciante
- Titolo originale: Inclement Weather
- Scritto da: Michael Angeli
- Regia di: John F. Showalter

### Trama
Jaha scopre un neonato nell'ultima stazione rimasta dell'Arca, e decide di approdare sulla Terra per salvarlo. Mentre Jasper stringe amicizia con Maya e gli altri si ambientano nel bunker, Clarke è molto sospettosa riguardo alle intenzioni del popolo di Mount Weather. Con uno stratagemma si infiltra in una stanza tenuta a loro segreta dove scopre Anya e altri Terrestri tenuti prigionieri in gabbia e costretti a donare il sangue agli abitanti del bunker per curarli dalle radiazioni. Octavia viene curata da Nyko, amico di Lincoln e curatore del suo villaggio, che la informa anche che Lincoln si è sacrificato per lei, consegnandosi al suo capovillaggio per essere giustiziato. Octavia quindi prende in ostaggio Nyko e tratta con Indra, il capovillaggio, la liberazione di Lincoln. Al tramonto, momento dello scambio, vengono attaccati dai Falciatori, che feriscono Octavia e rapiscono molti Terrestri, tra cui Lincoln e Nyko. Abby esegue un rischioso intervento per togliere il proiettile e salvare la vita a Raven. L'operazione riesce e lei miracolosamente sopravvive; dovrà però accettare il fatto di aver perso l'uso della gamba. Intanto Jaha scopre che il neonato è solo una sua visione di suo figlio Wells, data dal suo istinto di sopravvivenza, ma decide comunque di raggiungere la Terra: lanciandosi dall'Arca a bordo di una capsula atterra in una zona desertica. Abby libera Bellamy e Murphy e li arma, per farli partire con Finn, Sterling e Monroe per cercare i sopravvissuti dei 100, contro il volere di Kane, che preferiva attendere.
- Guest star: Eli Goree (Wells Jaha), Raymond J. Barry (Presidente Dante Wallace), Richard Harmon (John Murphy), Eve Harlow (Maya)
- Musiche: Old Man Canyon The Road, Radio Citizen feat. Bajka The Hop
- Ascolti USA: 1.48 milioni[4]

## Oltre la paura
- Titolo originale: Reapercussions
- Scritto da: Aaron Ginsburg & Wade McIntyre
- Regia di: Dean White

### Trama
Abby viene punita severamente da Kane per avergli disobbedito. Clarke libera Anya e fugge da Mount Weather con lei: scopre così che il bunker è collegato alle miniere dei Falciatori, da cui riescono a fuggire a fatica. Clarke viene però ricatturata dai soldati di Mount Weather ma Anya, che era fuggita, torna indietro e la salva. Le due ragazze riescono a fuggire lanciandosi da una cascata, ma poi Anya stordisce Clarke e la lega, dicendole che è intenzionata a portarla al suo villaggio come prigioniera. Finn e gli altri catturano un Terrestre che indossa l'orologio del padre di Clarke: dopo averlo torturato e avergli strappato delle informazioni sull'ubicazione del villaggio dove sono prigionieri i loro compagni, Finn lo uccide a sangue freddo. Nel frattempo Indra e un gruppo di guerrieri tendono un'imboscata a dei Falciatori per liberare i loro prigionieri: la strategia funziona grazie all'intervento di Octavia che salva anche la vita ad Indra, ma nei prigionieri c'è solo Nyko e non Lincoln. Difatti Lincoln è stato portato dai Falciatori all'interno della miniera, dove viene consegnato agli uomini di Mount Weather. Sembra che i Falciatori collaborino con gli abitanti del bunker. Kane si scusa per gli errori commessi e cede il ruolo di Cancelliere ad Abby, poi parte con dei soldati e un prigioniero Terrestre alla ricerca di Finn e gli altri 100.
- Guest star: Dichen Lachman (Anya), Adina Porter (Indra), Richard Harmon (John Murphy), Eve Harlow (Maya)
- Musiche: Claude Debussy Clair De Lune
- Ascolti USA: 1.68 milioni[5]

## Verso la Città della luce
- Titolo originale: Many Happy Returns
- Scritto da: Kim Shumway
- Regia di: P. J. Pesce

### Trama
Jaha viene salvato da un ragazzino di nome Zoran. La famiglia di Zoran sta attraversando il deserto per raggiungere un luogo chiamato "Città della Luce", dove tutti sono accettati, in quanto sono stati cacciati dal loro popolo dopo che si sono rifiutati di lasciar morire Zoran, ritenuto debole e inadatto a vivere in quanto sfigurato per via delle radiazioni. Durante le ricerche Finn e gli altri si imbattono in una stazione dell'Arca distrutta. Per salvare Mel, l'unica sopravvissuta, Sterling muore e Monroe viene ferita. Il gruppo viene poi attaccato da dei Terrestri, messi in fuga dal fondamentale intervento di Octavia. Bellamy decide di separarsi: lui ed Octavia torneranno al campo con i feriti, Finn e Murphy (che ha riconquistato la fiducia del gruppo) continueranno le ricerche. Anya e Clarke, con alcune difficoltà, riescono a seminare gli inseguitori. Con uno stratagemma Clarke riesce a rovesciare le parti e a catturare Anya conducendola al nuovo campo, individuato per caso. Raven recupera l'uso della gamba grazie a un tutore costruito da Wick. All'interno del bunker, Dante tiene all'oscuro i 47 della fuga di Clarke, ma Monty inizia ad essere sospettoso, al contrario di Jasper che è sempre più preso dalla nuova e perfetta vita. Il padre di Zoran cede Jaha a dei Terrestri come prigioniero in cambio di un cavallo. Fuori dal campo Clarke libera Anya e stipula con lei un'alleanza per liberare i prigionieri all'interno di Mount Weather ma un colpo di fucile proveniente dal campo uccide la leader dei Terrestri.
- Guest star: Dichen Lachman (Anya), Steve Talley (Kyle Wick), Richard Harmon (John Murphy), Keenan Tracey (Sterling), Finn Wolfhard (Zoran), Tanaya Beatty (Mel)
- Ascolti USA: 1.75 milioni[6]

## Scienza pericolosa
- Titolo originale: Human Trials
- Scritto da: Charlie Craig
- Regia di: Ed Fraiman

### Trama
Clarke viene portata al vecchio campo, dove riceve le cure mediche e si riunisce con Bellamy, Octavia e Raven, che decidono di aiutarla a cercare Finn e Murphy. Kane cerca di trovare un accordo pacifico con i Terrestri ma viene catturato e imprigionato in una cella, dove incontra Jaha, anch'egli prigioniero. Nel frattempo, Lincoln viene sottoposto a crudeli esperimenti a Mount Weather. Jasper salva Maya dalle radiazioni, causate da una falla nel condotto di aerazione, donandole il proprio sangue. Dopo la guarigione di Maya, Cage, il figlio di Dante, chiede ai torturatori di Lincoln se continuare con il programma o fare degli esperimenti sui 47. Nella foresta, Finn trova i vestiti di Clarke in un villaggio e uccide decine di Terrestri con un mitra. Clarke arriva appena in tempo a osservare la brutalità delle azioni di Finn. 
- Guest star: Richard Harmon (John Murphy), Raymond J. Barry (Presidente Dante Wallace), Johnny Whitworth (Cage Wallace), Eve Harlow (Maya)
- Ascolti USA: 1.64 milioni[7]

## Una scelta per la vita
- Titolo originale: Fog of War
- Scritto da: Kira Snyder
- Regia di: Steven DePaul

### Trama
Due giorni dopo il massacro Raven scopre che Mount Weather sta disturbando le comunicazioni radio, impedendo loro di mettersi in contatto con eventuali superstiti dell'Arca. Un gruppo riesce a trovare la torre radio, ma sono costretti a dividersi quando la nebbia acida li attacca. Clarke si rende conto di non riconoscere più Finn. Bellamy e Octavia scoprono che Lincoln è diventato un mietitore, e Raven riesce a hackerare il sistema di comunicazioni di Mount Weather e ad ascoltare ciò che avviene all'interno della montagna. A Mount Weather, Wallace vuole convincere Jasper a trovare altri volontari per donare il sangue agli abitanti della montagna, ma Jasper non riesce nel suo compito. Tuttavia, quando Maya scopre che la perdita di radiazioni non era stata un incidente, rivela a Jasper che gli uomini della montagna stanno usando dei terrestri per effettuare trasfusioni di sangue. Jaha e Kane sono costretti a combattere tra di loro, ma nessuno dei due ha intenzioni di uccidere l'altro; una terrestre presente in cella con loro come testimone si rivela essere Lexa, comandante dei terrestri, che dice di credere ai loro buoni propositi di pace, e decide di mandare Jaha dai sopravvissuti con un messaggio: "lasciate il campo in due giorni o morirete".
- Guest star: Richard Harmon (John Murphy), Johnny Whitworth (Cage Wallace), Alycia Debnam-Carey (Lexa), Raymond J. Barry (Presidente Dante Wallace)
- Musiche: D'Artagnan Confession
- Ascolti USA: 1.86 milioni[8]

## A lungo in un abisso
- Titolo originale: Long Into an Abyss
- Scritto da: James Thorpe
- Regia di: Antonio Negret

### Trama
I due giorni concessi da Lexa passano in fretta, ma Abby e Jaha non riescono a mettersi d'accordo sul da farsi; Jaha vorrebbe evacuare il campo e andare alla cosiddetta Città della Luce; Abby vorrebbe restare per aiutare i 47. Clarke, Octavia e Bellamy portano Lincoln alla vecchia base e scoprono che sono stati fatti degli esperimenti su di lui.Nel frattempo arriva al campo Nyko, che cerca di ucciderlo per pietà .Il cuore di Lincoln si ferma però prima; durante una rissa tra Niko e Finn. Clarke riesce però a farlo ripartire, capisce che c'è una cura per i mietitori e pensa di offrire questa informazione ai terrestri in cambio della pace. Abby riesce a curare Lincoln e Lexa garantisce una tregua, ma vuole anche che Finn muoia, altrimenti la tregua non sarà valida. Nel frattempo, a Mount Weather, Jasper, Monty e Harper scoprono che i loro amici all'esterno sono vivi. La dottoressa Tsing scopre che per permettere alla sua gente di vivere all'esterno è necessario usare il midollo osseo di tutti i 47, uccidendoli. Nonostante Wallace si opponga al piano, suo figlio Cage agisce alle sue spalle e cattura Harper per prelevare il suo midollo osseo.
- Guest star: Johnny Whitworth (Cage Wallace), Alycia Debnam-Carey ( Lexa), Raymond J. Barry (Presidente Dante Wallace), Eve Harlow (Maya)
- Musiche: Mozes And The Firstborn Party Crasher, Current Swell Who's with Us
- Ascolti USA: 1.86 milioni[9]

## Il viaggiatore spaziale
- Titolo originale: Spacewalker
- Scritto da: Bruce Miller
- Regia di: John F. Showalter

### Trama
Clarke torna al campo e rivela agli altri la richiesta di Lexa: i terrestri cesseranno gli attacchi non appena verrà consegnato loro Finn. La tensione al campo Jaha continua a salire, alcuni vorrebbero consegnare Finn, altri no. In alcuni flashback viene mostrato come Finn si sia preso la colpa per la camminata spaziale di Raven; da qui il nome "Spacewalker". Al campo, Abby e Kane pensano di poter trattare con i terrestri chiedendo che a Finn venga fatto un processo, ma i loro piani saltano quando Finn si consegna di sua volontà ai terrestri. Clarke si reca alle porte del campo per incontrare Lexa, in un ultimo disperato tentativo di salvare la vita di Finn. Le chiede di poterlo salutare, e non appena si avvicina al ragazzo lo bacia e lo pugnala allo stomaco, uccidendolo.
- Guest star: Richard Harmon (John Murphy), Alycia Debnam-Carey (Lexa), Adina Porter (Indra), Kendall Cross (Maggiore Byrne)
- Ascolti USA: 1.40 milioni[10]

## Ricordati di me
- Titolo originale: Remember Me
- Scritto da: Dorothy Fortenberry
- Regia di: Omar Madha

### Trama
Mentre Raven piange la morte di Finn, Clarke e il resto del gruppo dell'Arca si recano al villaggio dei terrestri, Tondc, per completare l'accordo di pace. Sulla strada Clarke è tormentata da visioni di Finn. Bellamy cerca di convincere Clarke a lasciarlo entrare a Mount Weather di nascosto, ma Clarke rifiuta, dicendo di non voler perdere anche lui. Arrivati al villaggio, Clarke brucia il corpo di Finn. Durante la veglia Lexa rivela a Clarke di come la sua amante sia stata usata come arma contro di lei, e afferma che l'amore è una debolezza. A cena, Kane dona a Lexa una bottiglia che si scopre essere avvelenata; Lexa incolpa i sopravvissuti dell'Arca, mentre Clarke pensa che la colpevole sia Raven. Bellamy capisce però che è stato Gustus, braccio destro di Lexa, ad avvelenare il suo bicchiere: il Terrestre viene giustiziato per aver minato l'alleanza. Più tardi Clarke riflette sulle parole di Lexa sull'amore e decide di mandare Bellamy a Mount Weather, capendo di essere stata troppo debole finora.
- Guest star: Johnny Whitworth (Cage Wallace), Alycia Debnam-Carey (Lexa), Adina Porter (Indra), Eve Harlow (Maya)
- Musiche: Splashh Headspins, Fort Frances Plastic Hearts
- Ascolti USA: 1.40 milioni[11]

## La selezione di razza
- Titolo originale: Survival of the Fittest
- Scritto da: Akela Cooper
- Regia di: Dean White

### Trama
Clarke e Lexa sono costrette a fuggire quando si imbattono in un enorme gorilla, dopo che uno dei terrestri ha tentato di assassinare Clarke. Bellamy e Lincoln decidono di lavorare insieme per infiltrarsi a Mount Weather, ma Lincoln non resiste alla droga che viene iniettata ai mietitori e abbandona Bellamy. Murphy aiuta Jaha ad affrontare il suo passato, mentre Jaha convince Murphy a cercare insieme a lui la Città della Luce. Dopo aver visto la determinazione di Octavia, Indra decide di prendere la ragazza come sua seconda, ma Kane avverte Octavia che, una volta finita la guerra, la pace tra il popolo del cielo e i terrestri potrebbe non durare a lungo.
- Guest star: Richard Harmon (John Murphy), Alycia Debnam-Carey (Lexa), Adina Porter (Indra), Kendall Cross (Maggiore Byrne), Rekha Sharma (Dott.ssa Lorelei Tsing)
- Ascolti USA: 1.40 milioni[12]

## Cambio al vertice
- Titolo originale: Coup de Grâce
- Scritto da: Charlie Craig
- Regia di: P.J. Pesce

### Trama
Bellamy viene catturato e messo in una gabbia insieme ad altri terrestri. Jasper e Maya sono alla ricerca di Monty, scomparso da due giorni, e di Harper. Jasper affronta il presidente Wallace riguardo alla sparizione dei suoi amici. Cage manda dei cecchini ad uccidere Clarke e Lexa, ma vengono fermati dai guerrieri di Indra: uno dei cecchini viene ucciso, ma Clarke decide di lasciare vivo l'altro per ottenere informazioni. Maya scopre che Bellamy viene usato come fonte di sangue e lo libera, permettendo al ragazzo di infiltrarsi a Mounth Weather. Wallace, insieme a Jasper, scopre gli esperimenti illegali della dottoressa Singh su Harper e Monty e riescono a salvarli ma subito dopo Cage destituisce il padre e si autonomina presidente, ordinando di imprigionare tutti i 47 ragazzi. Capendo di dover distrarre Cage in modo da non far scoprire Bellamy, Clarke libera Emerson, il cecchino, e gli affida un messaggio da portare a Mount Weather.
- Guest star: Raymond J. Barry (Presidente Dante Wallace), Johnny Whitworth (Cage Wallace), Adina Porter (Indra), Eve Harlow (Maya), Rekha Sharma (Dott.ssa Lorelei Tsing)
- Musiche: Raign Empire of Our Own
- Ascolti USA: 1.51 milioni[13]

## Il Rubicone
- Titolo originale: Rubicon
- Scritto da: Aaron Ginsburg & Wade McIntyre
- Regia di: Mairzee Almas

### Trama
Cage salva Emerson e si rende conto che gli esperimenti con il midollo osseo funzionano. Nel dormitorio, Jasper rivela agli altri la presenza di Bellamy, che cerca un modo per aiutare i suoi amici. Quando Bellamy effettua il contatto radio, Clarke e Raven sentono il piano di Cage di uccidere tutti con un missile. Clarke corre al villaggio dove spiega il pericolo a Lexa, tuttavia quest'ultima sottolinea a Clarke che se fermeranno l'incontro, gli uomini della montagna si renderanno conto di avere una spia all'interno della montagna e Bellamy sarà compromesso prima di aver completato la sua missione. Clarke è riluttante a lasciare tante altre persone a morire, ma conviene infine che Lexa abbia ragione e le due segretamente fuggono. Mentre stanno andando via, Clarke vede sua madre che arriva al villaggio e la salva dal missile che poco dopo colpisce il villaggio. Abby scopre così che la figlia sapeva del pericolo, ma volontariamente non ha avvertito gli altri per salvarli in tempo. Nel frattempo, Jaha e il suo gruppo incontrano una strana donna che si offre di fungere da guida.
- Guest star: Richard Harmon (John Murphy), Johnny Whitworth (Cage Wallace), Alycia Debnam-Carey ( Lexa), Raymond J. Barry (Presidente Dante Wallace), Adina Porter (Indra)
- Musiche: Johannes Brahms Intermezzo in A Minore, Op. 118, No. 1
- Ascolti USA: 1.36 milioni[14]

## Resurrezione
- Titolo originale: Resurrection
- Scritto da: Bruce Miller
- Diretto da: Dean White

### Trama
Clarke e Abby sopravvivono all'attacco missilistico ma Abby è inorridita per l'essersi resa conto che Clarke sapeva del pericolo che stava arrivando e, nonostante ciò, non abbia fatto nulla per salvare il resto della gente del villaggio. Torna per aiutare i sopravvissuti, mentre Lexa e Clarke partono per trovare e uccidere l'osservatore che ha indirizzato il missile. Lincoln salva la vita a Indra, mentre Octavia conduce gli altri nel tentativo di tirare fuori i sopravvissuti. Abby scopre Kane bloccato sotto macerie e lotta per liberarlo mentre si chiedono se meritano di sopravvivere a tutto. Clarke trova e uccide l'osservatore con l'aiuto di Lincoln, rendendosi conto che la mancanza di una tuta a proteggerlo dalle radiazioni significa soltanto una cosa: che gli uomini della montagna hanno iniziato ad uccidere i suoi amici per il midollo osseo. Nel frattempo, Jasper e gli altri reagiscono e trovano rifugio tra coloro nel Mount Weather che non sono d'accordo con la politica disumana di Wallace.
- Guest star: Johnny Whitworth (Cage Wallace), Alycia Debnam-Carey (Lexa), Adina Porter (Indra), Sachin Sahel (Jackson), Alessandro Juliani (Sinclair)
- Musiche: The Spiritual Machines Couldn't Stop Caring
- Ascolti USA: 1.42 milioni[15]

## Una barriera di bugie
- Titolo originale: Bodyguard of Lies
- Scritto da: Kim Shumway
- Diretto da: Uta Briesewitz

### Trama
Bellamy, con l'aiuto di Raven, tenta di disabilitare la nebbia acida. Cage, che lo sta spiando, interrompe però le comunicazioni con l'esterno e riattiva la nebbia acida. Pur correndo il rischio di finire bruciato vivo, Bellamy riesce a causare un'esplosione un attimo prima che la sua gente valichi il confine di Mount Weather: le truppe di Clarke e Lexa riescono ad avanzare. Nel frattempo Octavia scopre che Clarke sapeva che il missile avrebbe distrutto il villaggio. Quando Lexa capisce che Octavia conosce la verità ordina di farla uccidere, ma Clarke riesce a farle cambiare idea. Lexa la bacia, ma Clarke si allontana dicendo che non si sente pronta a stare con qualcuno. Intanto, in mezzo al deserto, Jaha e i suoi proseguono la ricerca della Città della luce, seguendo un drone che li porta in riva ad un bacino d'acqua.
- Guest star: Richard Harmon (John Murphy), Johnny Whitworth (Cage Wallace), Alycia Debnam-Carey (Lexa), Adina Porter (Indra), Steve Talley (Kyle Wick)
- Ascolti USA: 1.55 milioni[16]

## Sangue chiama sangue - Prima parte
- Titolo originale: Blood Must Have Blood: Part 1
- Scritto da: Aaron Ginsburg & Wade McIntyre
- Diretto da: Omar Madha

### Trama
Il neopresidente Cage comunica al suo popolo che è possibile tornare in superficie cercando così di convincerli a consegnare i ragazzi. Raven e Wick riescono a far saltare la corrente prodotta dalla diga, ma restano feriti e catturati dall'esercito. Il presidente Cage chiede aiuto a suo padre che gli consiglia di accordarsi con i terrestri, infatti Lexa accetta di salvare il suo popolo, tradendo la fiducia di Clarke. Bellamy, Jasper, Monty e Maya si dirigono alla sala dell'estrazione per salvare i terrestri, ma la trovano vuota. Octavia decide di andare a salvare suo fratello, così Indra la ripudia dall'essere il suo secondo.
- Guest star: Richard Harmon (John Murphy), Johnny Whitworth (Cage Wallace), Alycia Debnam-Carey (Lexa), Raymond J. Barry (Presidente Dante Wallace), Adina Porter (Indra), Eve Harlow (Maya)
- Ascolti USA: 1.49 milioni[17]

## Sangue chiama sangue - Seconda parte
- Titolo originale: Blood Must Have Blood: Part 2
- Scritto da: Jason Rothenberg
- Diretto da: Dean White

### Trama
Jaha e i suoi sono sulla barca e vengono attaccati da un mostro quindi il comandante decide di sacrificare due uomini per salvarsi insieme a John e i due raggiungono la terraferma. Continuando a seguire un drone, Jaha arriva in una casa dove incontra l'ologramma di una misteriosa donna, mentre John si rifugia in un faro con una dimora sotterranea disabitata. Clarke raggiunge Octavia e grazie a Bellamy e gli altri riescono a entrare a Mount Weather, dove decidono di prendere come ostaggio Dante per trattare con Cage. Quest'ultimo però non cede e Clarke uccide Dante. Vedendo il presidente determinato nel completare l'estrazione del midollo, Clarke e Bellamy decidono di irradiare l'ultimo livello abitabile, provocando la morte di tutti gli abitanti della montagna non immuni, riuscendo a salvare la propria gente. Tra i non immuni però vi è anche Maya, che muore tra le braccia di Jasper. Cage riesce a fuggire, ma lungo la strada incontra Lincoln che lo uccide. I sopravvissuti ritornano all'accampamento, ma Clarke, non riuscendosi a perdonare, se ne va.
- Guest star: Richard Harmon (John Murphy), Johnny Whitworth (Cage Wallace), Raymond J. Barry (Presidente Dante Wallace), Adina Porter (Indra), Eve Harlow (Maya)
- Musiche: Frederic Chopin Waltz In D Flat Major, Op, 64, No. 1, "Minute Waltz", Warren Zevon Worewolfes In London, Raign Knocking on Heavens Door
- Ascolti USA: 1.34 milioni[18]